# Germarostes pustulosus
Germarostes pustulosus là một loài bọ cánh cứng trong họ Hybosoridae. Loài này được Lansberge miêu tả khoa học năm 1887.